# Struthisca ophryota
Struthisca ophryota is een vlinder van de familie van de zakjesdragers (Psychidae). De wetenschappelijke naam van deze soort is voor het eerst voorgesteld als Ctenocompa ophryota door Edward Meyrick in een publicatie uit 1917.
De soort komt voor in Senegal.